# Szegélyes földibagoly
A szegélyes földibagoly (Dichagyris musiva)  a rovarok (Insecta) osztályának a lepkék (Lepidoptera) rendjéhez, ezen belül a bagolylepkefélék (Noctuidae) családjához tartozó védett  faj.

## Elterjedése
Közép-, Dél- és Délnyugat-Európában hegyvidéki részein terjedt el. Előnyben részesíti a dombos és hegyes, száraz vidékeket 2500 méteres magasságig.

## Megjelenése
- lepke: szárnyfesztávolsága: 38–44 mm. Az első szárnyak gesztenye barna színűek, viszonylag kevésbé mintás. A szárny szélén háromszög alakú fekete foltok húzódnak. A hátsó szárnyak fehéresek világosbarna éllel és határozott rajzolatú erezettel.
- pete: félgömb alakú, fehér színű
- hernyó:  vöröses sárgától a piszkos sárgás-barnáig változhat a színe, sötét hosszanti sávokkal és átlós csíkokkal, fényesebb hátvonallal.
- báb: vöröses barna

## Életmódja
- nemzedék:  többnyire éjszaka júniustól szeptemberig rajzik
- hernyók tápnövényei:    a  hernyó polifág, a lágyszárú növényeket fogyasztja szeptemberig, Cichorium intybus, Galium mollugo, Arabis hirsuta, Taraxacum fajokat.

## Fordítás
- Ez a szócikk részben vagy egészben  az   Alpenmatten-Erdeule című német Wikipédia-szócikk fordításán alapul.  Az eredeti cikk szerkesztőit annak laptörténete sorolja fel. Ez a jelzés csupán a megfogalmazás eredetét és a szerzői jogokat jelzi, nem szolgál a cikkben szereplő információk forrásmegjelöléseként.